# Bastion à trois pointes
Le Bastion à trois pointes (en italien : Baluardo a tre punte), est une structure fortifiée qui caractérise l'extrémité sud du périmètre des remparts de Montepescali, dans la municipalité de Grosseto. 

## Histoire
Le bastion a été construit au XVIe siècle, une période au cours de laquelle d'autres murailles  de la région ont été renforcées et fortifiées, y compris l'enceinte de Grosseto. Au fil du temps, le rempart a réussi à résister à des sièges violents, comme ceux qui se sont produits à Montepescali, quelques années après sa construction, pendant la guerre entre Sienne et Florence. 
Son apparence est restée intacte jusqu'au XXe siècle, une période au cours de laquelle des interventions urbaines ont été réalisées dans le hameau de Montepescali, qui ont partiellement modifié le côté Nord de la fortification, face au centre historique, pour permettre l'élargissement de la chaussée où a été construite la gare routière qui permet les connexions entre la ville de Montepescali et la ville de Grosseto.
L'accès à la fortification s'effectue en descendant une série de marches à partir de la chaussée où se trouve la gare routière ; les limites extrêmes du bastion sont partiellement délimitées par quelques arbres qui contribuent à ombrager l'espace public.
Les parties fortifiées de la structure s'articulent en forme polygonale, délimitant les trois pointes qui composent le bastion, le centre de forme plus triangulaire et les deux plus petites latérales de forme quadrangulaire : les trois pointes sont ouvertes du côté intérieur Nord, où elles sont en continuité entre elles et avec l'espace public, après les interventions réalisées au cours du XXe siècle.